# Aleksej Pisemskij
Aleksej Feofilaktovitj Pisemskij (ryska: Алексей Феофилактович Писемский), född 23 mars 1821 (11 mars g.s.), död 2 februari 1881 (21 januari g.s.), var en rysk författare och dramatiker. Under sin livstid sågs han som en jämlike till Turgenev och Dostojevskij, under 1900-talet har han dock hamnat i skuggan av de största.
Efter universitetsstudier i Moskva blev han ämbetsman i länsstyrelsen, och gjorde romandebut med Bojarsjtjina (1847, utgiven 1858) vilken ursprungligen förbjöds på grund av dess vanvördiga skildring av den ryska adeln. Hans viktigaste romaner är Tusen själar (1858) som med realistisk skärpa skildrar landsortslivet från olika sidor, och Det upprörda havet (1863) som väckte stort uppseende på grund av politisk-personliga anspelningar.
Bland Pisemskijs dramatiska verk är tragedin Ett bittert öde från 1859 det mest kända, vilken skildrar de mörka sidorna hos den ryska allmogen.